# Boscia mazzocchii
Boscia mazzocchii är en kaprisväxtart som först beskrevs av Emilio Chiovenda, och fick sitt nu gällande namn av Silvio Fici och Lars Erik Kers. Boscia mazzocchii ingår i släktet Boscia och familjen kaprisväxter. Inga underarter finns listade i Catalogue of Life.